# Lago de Constanza (viticultura)
La región al norte del Lago de Constanza (en alemán: Bodensee) en el suroeste de Baden-Wurtemberg, Alemania, es una región vinícola de Baden. Es la región vinícola más meridional de Baden y de Alemania y, con aprox. 580 ha, la segunda más pequeña de Baden. Es desconectada de las otras regiones vinícolas de Baden y separada del Markgräflerland, la segunda más meridional, por las montañas de la Selva Negra.  La enorme masa de agua del lago actúa como un reservorio de calor, lo que compensa las fluctuaciones de temperatura entre el día y la noche y entre el verano y el invierno y ofrece un clima templado. Además, la superficie del agua del lago refleja parte de la energía solar a los viñedos. De esta manera las vides prosperan no sólo en las llanuras (p. ej. en la isla Reichenau), sino también en altitudes hasta 530 m (monte Hohentwiel). Variedades cultivadas son Spätburgunder (252 ha), Müller-Thurgau (171 ha), Ruländer (54 ha), Weißburgunder (35 ha), Bacchus (13 ha) y Kerner (7 ha).